# K'Lsisal
K'Lsisal är en ort i Mexiko.   Den ligger i kommunen Chilón och delstaten Chiapas, i den sydöstra delen av landet, 800 km öster om huvudstaden Mexico City. K'Lsisal ligger 1 377 meter över havet och antalet invånare är 185.
Terrängen runt K'Lsisal är huvudsakligen kuperad. K'Lsisal ligger uppe på en höjd. Runt K'Lsisal är det glesbefolkat, med 16 invånare per kvadratkilometer. Närmaste större samhälle är Yajalón, 18,3 km nordväst om K'Lsisal. I omgivningarna runt K'Lsisal växer i huvudsak städsegrön lövskog.